# Niederneisen
Niederneisen – miejscowość i gmina w Niemczech, w kraju związkowym Nadrenia-Palatynat, w powiecie Rhein-Lahn, wchodzi w skład gminy związkowej Aar-Einrich. Do 30 czerwca 2019 wchodziła w skład gminy związkowej Hahnstätten.